# Zhaozhou Congshen
Zhaozhou Congshen (chinois simplifié : 赵州从谂 ; chinois traditionnel : 趙州從諗 ; hangeul coréen : 조주종심 (Jongshim Cho) ; japonais : Jōshū Jūshin), né en 778 et décédé en 897, est un moine et maître bouddhiste chinois de l'école chan (son en coréen, zen en japonais). Il est l'un des maîtres chan les plus réputés de la dynastie Tang

## Biographie
Le patronyme Zhaozhou vient de la région du même nom dans la province de Hebei (au nord-est de la Chine), où il s'est déroulée la dernière partie de sa carrière d'enseignant. Il est né à Caozhou (province actuelle de Shandong) et il a été ordonné moine alors qu'il était adolescent.
À l'âge de dix-huit ans, il rencontre Nanquan Puyuan (en) Nánquán Pǔyuàn (南泉普願, 748 — 835; coréen : 남천보원 Nam-cheon Bo-won ; japonais : Nansen Fugan), un successeur de Mazu Daoyi. Zhaozhou va étudier auprès de Nanquan durant plus de trente ans, jusqu'à la mort de son maître.
Alors dans la cinquantaine, Zhaozhou se rend auprès de différents autres maîtres (parmi lesquels Huangbo Xiyun (m. en 850), fait de longs séjours dans plusieurs monastères du mont Houangbo et d'autres montagnes de Chine, pour finalement s'installer, à l'âge de quatre-vingts ans dans le monastère d'Avalokiteshvara (le Guanyin-yuan) dans la région de Zhaozhou, où il enseignera à un groupe de moines pendant les quarante dernières années de sa vie.